# Charles Vinci
Pour les articles homonymes, voir Vinci.
Charles Vinci, né le 28 février 1933 à Cleveland dans l'Ohio et mort le 13 juin 2018 à Elyria dans le même État américain, est un haltérophile américain.

## Palmarès

### Jeux olympiques
- Jeux olympiques de 1956 à Melbourne,  Australie
  -  Médaille d'or (moins de 56 kg)
- Jeux olympiques de 1960 à Rome,  Italie
  -  Médaille d'or (moins de 56 kg)[2]

### Championnats du monde
- 1955
  -  Médaille d'argent
- 1958
  -  Médaille d'argent[2]

### Jeux panaméricains
- 1955
  -  Médaille d'or
- 1959
  -  Médaille d'or[2]